# Remigio Sartoris
Remigio Sartoris (fl. XX secolo) è stato un allenatore di calcio e calciatore italiano, di ruolo difensore.

## Carriera
Gioca la stagione 1919-20, la prima del dopoguerra con il Pavia in Prima Categoria, girone C. Con la Virtus Bologna disputa 19 gare nel campionato di Prima Divisione 1922-1923.